# Lavagne
Lavagne è un film del 2000 diretto da Samira Makhmalbaf, vincitore del premio della giuria al 53º Festival di Cannes.

## Trama
Tra i monti del Kurdistan devastato dalla guerra tra Iran e Iraq un gruppo di maestri, ognuno con la propria lavagna, va alla ricerca di allievi. Ma in una terra in cui la gente lotta per sopravvivere, nessuno sembra interessato a imparare a leggere e scrivere. Così il maestro Reeboir diventa la guida di alcuni adolescenti che si arrangiano con il contrabbando, mentre il maestro Said si unisce a un gruppo di anziani; uno di questi ultimi sa di poter trovare pace solo se riuscirà a vedere il matrimonio della sua giovane figlia.

## Riconoscimenti
- 2000 - Festival di Cannes
  - Premio della giuria